# Шамсу-Дитана
Шамсу-Дитана је био последњи владар Прве вавилонске династије. Према доњој хронологији, владао је од 1562. до 1531. године п. н. е. 

## Владавина
Шамсу-Дитана је на престолу наследио свога оца Ами-садука. О његовој владавини нема података. Године 1595. у Месопотамију упада хетитски владар Муришилиш I и напада на Вавилонско царство. Град Вавилон тотално је разорен 1595. године. Из храма бога Мардука однета је велика Мардукова статуа као ратни трофеј. Због великог броја Ханејаца у хетитској војсци, Муришилиш оставља статуу у граду Хани. Приликом заузимања престонице гине и последњи краљ Прве вавилонске династије.

## Краљеви Прве вавилонске династије
| Краљ         | Владавина                                   | Коментар                                                               |
| ------------ | ------------------------------------------- | ---------------------------------------------------------------------- |
| Сумуабум     | око 1830—1817 п. н. е. (Кратка хронологија) | Оснивач дианстије                                                      |
| Суму-ла-Ел   | око 1817—1781 п. н. е.                      |                                                                        |
| Сабиум       | око 1781—1767 п. н. е.                      |                                                                        |
| Апил-Син     | око 1767—1749 п. н. е.                      |                                                                        |
| Син-мубалит  | око 1748—1729 п. н. е.                      |                                                                        |
| Хамураби     | око 1728—1686 п. н. е.                      | Царство достиже врхунац, простире се на територији читаве Месопотамије |
| Шамсу-Илуна  | око 1686—1648 п. н. е.                      |                                                                        |
| Абиешу       | око 1648—1620 п. н. е.                      |                                                                        |
| Ами-дитана   | око 1620—1583 п. н. е.                      |                                                                        |
| Ами-садука   | око 1582—1562 п. н. е.                      |                                                                        |
| Шамсу-Дитана | око 1562—1531 п. н. е.                      | Пад Вавилона                                                           |